# Broadway (Virginie)
Pour les articles homonymes, voir Broadway (homonymie).
Broadway est une municipalité américaine située dans le comté de Rockingham en Virginie.
Selon le recensement de 2010, Broadway compte 3 691 habitants. Située dans la vallée de la Shenandoah, la municipalité s'étend en 2010 sur une superficie de 2,37 milles carrés (6,14 km2).
Le village de Custer’s Mill connait une importante croissance après l'arrivée du chemin de fer dans les années 1850. Le moulin de Custer étant détruit pendant la guerre de Sécession, le bourg prend le nom de Broadway puis devient une municipalité le 9 mars 1880.